# Carex orbicularinucis
Carex orbicularinucis är en halvgräsart som beskrevs av Lun Kai Dai. Carex orbicularinucis ingår i släktet starrar, och familjen halvgräs. Inga underarter finns listade i Catalogue of Life.